# 中原知親
中原 知親（なかはら の ともちか）は、平安時代後期の貴族・学者。

## 略歴
鳥羽院政中期の久安2年（1146年）文章生から右少史に任官し、翌久安3年（1147年）左少史・右大史を経て、同年12月に従五位下に叙爵。のち、仁平2年（1152年）右兵衛少尉、保元2年（1157年）左衛門少尉と武官を歴任した。学者として名高く、多くの者が師事したという。また、文筆の能力を買われて摂家の文殿にも仕えた。
後年伊豆国に下向しており、伊勢外宮領だった蒲屋御厨（現静岡県下田市・南伊豆町）に住んで目代を務めていたが、治承4年（1180年）8月の源頼朝の挙兵に遭遇する。頼朝は伊豆国衙目代で知親の親戚だった山木兼隆を討ったが、まもなく蒲屋御厨での民衆への非行を頼朝より咎められ、以仁王の宣旨を盾に知親は同地奉行の権限を停止させられた。これが頼朝政権における最初の土地に関する下知だった。寿永2年（1183年）源義仲によって院近臣40余名が解官させられたが、その中に左衛門尉だった知親も含まれている。

## 人物・逸話
人より顔が長かったため「面長進士」とあだ名されたという。また、藤原忠通に仕えていたころの話として、ある外出時に輿の屋根が低かったため烏帽子を外していたところ、道中で忠通の行列と遭遇したため輿を下りて道を空けたが、烏帽子を外していることを忘れたまま往来の場で平伏したため、忠通の随身たちに大笑いされたという（『十訓抄』）。

## 官歴
- 久安2年以前：正六位上。文章生[3]
- 久安2年1月23日（1146年3月7日）：右少史[3]
- 久安3年1月28日（1147年3月1日）：左少史[4]
- 久安3年4月1日（1147年5月2日）：右大史[4]
- 久安3年12月21日（1148年1月14日）：従五位下（皇太后宮天養2年御給）[4]
- 仁平2年1月28日（1152年3月6日）：右兵衛少尉[5]
- 保元2年10月27日（1157年11月30日）：左衛門少尉[6]
- 長寛2年7月1日（1164年7月21日）：見文殿衆[13]
- 治承4年8月19日（1180年9月10日）：見伊豆国目代[13]
- 寿永2年11月28日（1184年1月12日）：解左衛門尉[11]